# Universidade Norte do Paraná
A Universidade Norte do Paraná (Unopar) é uma instituição de ensino superior brasileira de caráter privado, estabelecida no norte do estado do Paraná, com sede localizada em Londrina.

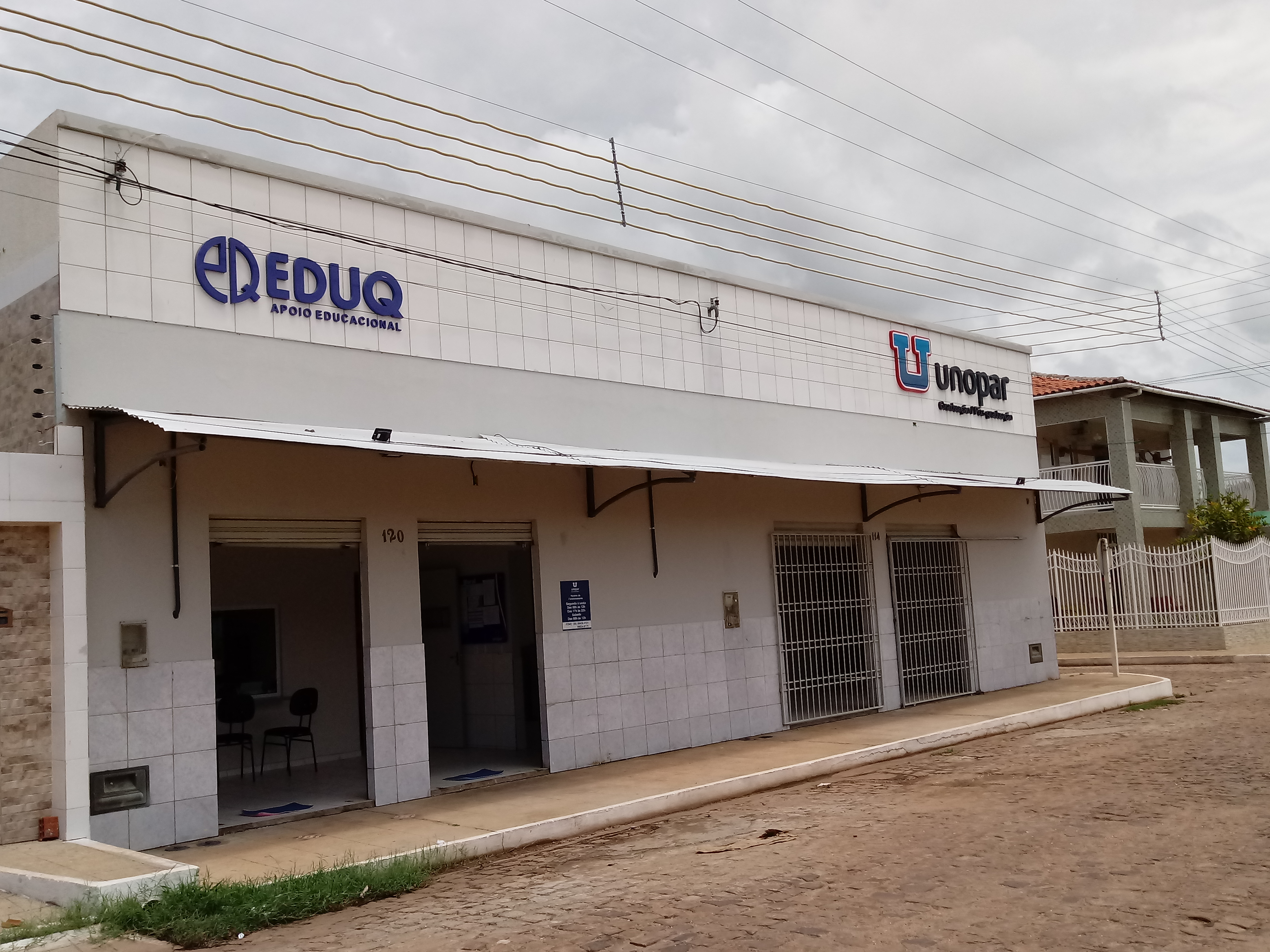
UNOPAR de Campo Maior, no Piauí.

## História
Fundada em 17 de fevereiro de 1972, atende atualmente a todo o país através do ensino a distância denominado "Sistema de Ensino Presencial Conectado", que oferece aulas ao vivo via satélite. Este sistema diferenciado de ensino é oferecido pela Unopar Virtual.
Foi credenciada como universidade em 3 de julho de 1997 através de decreto federal publicado no Diário Oficial nº 126 de 4 de julho de 1997.
Em 16 de dezembro de 2011 a Unopar foi comprada pela empresa Cogna Educação (antiga Kroton Educacional S.A.), da qual fazem parte a Faculdade Pitágoras, a União Sorrisense de Educação Ltda, Faculdade de Sorriso (Fais), entre outras.